# Гросмейстерська нічия
Гросмейсте́рська нічия́ — неформальна назва нецікавої, короткої, безбарвної шахової партії  що завершилася нічиєю практично без боротьби. Перебіг усіх «гросмейстерських нічиїх» типовий: дебют, що дає можливість розміняти багато фігур, відсутність будь-якого бажання йти на загострення чи ускладнення позиції, нічия за взаємною згодою після 10-20 ходів.

## Історія
Термін виник у шаховому середовищі наприкінці XIX сторіччя, коли в деяких серйозних міжнародних турнірах майстри почали застосовувати тактику спрямовану на нічию з рівними за силою суперниками, а на перемогу грали тільки в партіях зі слабшими шахістами.
Організатори турнірів почали боротися з цим явищем. Так, на зимовій першості Віденського шахового клубу 1893 до регламенту впроваджено правило, що забороняло погоджуватися на нічию до 16 ходу. Згодом на деяких турнірах подібні заборони застосовували до 31 чи навіть 41 ходу.
Одним із відомих противників гросмейстерських нічиїх був югославський шахіст Мілан Відмар. За його ініціативою Шахова федерація Югославії внесла пропозицію до ФІДЕ про розгляд питання щодо боротьби з «гросмейстерськими» нічиїми. У підсумку на 33-му конгресі ФІДЕ (1962) було прийнято пропозицію заборонити шахістам приймати пропозицію нічиєї раніше від 30-го ходу без дозволу суддівської комісії. Однак, як показала практика, заборону на нічиї до 30 ходу було легко обійти звичайним потрійним повторенням позиції, яке легко досягали шахісти. Тому цю заборону скасували вже 1964 року. Прихильником строгого ставлення до гросмейстерських нічиїх був американець Боббі Фішер, який помітив, що у турнірах претендентів радянські гросмейстери грають між собою легкі нічиї, а з шахістами інших країн борються у повну силу. Через це ФІДЕ згодом замінила турніри претендентів на матчі претендентів.
Багаторічна боротьба за чесне спортивне суперництво вилилась у прийняття на міжнародному турнірі в Софії (2005) так званих «Софійських правил», що покликані зменшити кількість неспортивних нічиїх за домовленістю. Правила передбачають, що нічия може бути зафіксована лише з дозволу головного арбітра в 3 випадах:
- потрійного повторення позиції,
- вічного шаху,
- теоретично нічийної позиції.

Гравцям заборонено вести діалог під час гри, а пропозицію нічиєї можна подавати тільки через посередництво арбітра.

## Приклад
Приклад гросмейстерської нічиєї:
Любомир Кавалек (США) — Роберт Гюбнер (ФРН)

Вейк-ан-Зеє, 1975
1. e4 c6 2. d4 d5 3. Кc3 de 4. К:e4 Кf6 5. К:f6 ef 6. Сc4 Сd6 7. Фe2 Фe7 8. Ф:e7 Кр:e7 9. Кe2 Сe6 10. С:e6 fe 11. Сf4 Кd7 12. 0-0-0 К:f4 13. К:f4 Тhe8 14. Тhe1 Крf7 нічия